# Prednji ravni mišić glave
Prednji ravni mišić glave (lat. musculus rectus capitis anterior) je kratak, paran mišić vrata. Mišić inerivra prednja grana 1. vratnog moždinskog živca. 

## Polaziše i hvatište
Mišić polazi s 1. vratnog kralješka (atlas), ide prema gore i hvata se za donju stranu zatiljne kosti.